# 第4次スーパーロボット大戦
『第4次スーパーロボット大戦』（だいよじスーパーロボットたいせん、以後『第4次』）は、1995年3月17日にバンプレストが日本で発売したスーパーファミコン用シミュレーションロールプレイングゲーム。

## 概要
SDで表現されたロボットたちが競演するクロスオーバー作品「スーパーロボット大戦シリーズ」の第5作目。『スーパーロボット大戦EX』（1994年、以後『EX』）の続編であり、シリーズカテゴリの一つである「DC戦争シリーズ」の第4作目にして最終作。前作のシステムから、反撃時の行動選択やオリジナル主人公の設定などが追加された。ただし本作に登場するオリジナルキャラクターの『魔装機神サイバスター』に関しては、DC戦争シリーズのスピンオフである『スーパーロボット大戦外伝 魔装機神 THE LORD OF ELEMENTAL』にて後日談が描かれている。
開発はウィンキーソフトが行い、スタッフは前作に続きプロデューサーはじっぱひとからげ、総監督・脚本・演出は阪田雅彦、メイン・プログラムは庄真宏、音楽は山根昇が担当している他、音楽担当として新たに藤本大輔が参加している。
後に移植版となるPlayStation用ソフト『第4次スーパーロボット大戦S』（だいよんじスーパーロボットたいせんエス・1996年、以降『第4次S』）が発売され、2011年にはゲームアーカイブスにて配信された。
スーパーファミコン版はゲーム誌『ファミコン通信』の「クロスレビュー」にてシルバー殿堂を獲得、PlayStation版はゴールド殿堂を獲得した。

### 移植版
1996年には『第4次スーパーロボット大戦S』と題しPlayStationに移植された。2011年7月6日からPlayStation Storeのゲームアーカイブスで配信されている。タイトルの“S”は“SCRAMBLE”の頭文字である。内容は『第4次』を踏襲しておりストーリーに大きな変更はないが、『第4次S』発売以前にDC戦争シリーズ第1作目『第2次スーパーロボット大戦』（以下『第2次』）のリメイク作『第2次スーパーロボット大戦G』（以下『第2次G』）が発売されているため、『第4次S』は『第2次』ではなく『第2次G』から続く物語とされた。
また、大きな変更点としてスーパーロボット大戦シリーズではじめて、戦闘時の台詞に原作準拠の声優による音声が付いたことがあげられる。ほかにも、3DCGのムービー追加、ゲームバランスの調整やシナリオの追加変更、BGM追加などが行われている。

### リメイク版
後に『第4次』のリメイク作であるセガサターン用ソフト『スーパーロボット大戦F』（1997年）および『スーパーロボット大戦F完結編』（以後『F』、『F完結編』）が発売された。『第4次S』のような簡易移植ではなく、内容は大幅に変更されている。

## ゲーム内容
ここでは、本作特有のシステムや新規追加・変更されたシステムについて解説する。シリーズ共通のシステムについてはスーパーロボット大戦シリーズのシステムを参照。
ゲームシステムは本作で一応の完成を見る。敵フェイズにおける行動を選べるマニュアルモードや、一気に増えた精神コマンドなど数々の要素が後のシリーズに受け継がれている。名前の変更が可能なオリジナル主人公キャラクターが登場し、選択可能になったのも本作からである。オリジナル主人公選択の案は『第3次』の頃からあったが仕事量が多くて諦めることとなり、初めからオリジナル主人公採用として予定を組んで開発された本作で実現した。しかし8人分のセリフ容量が必要なことからシナリオにもっと主人公を絡ませたかったが容量の関係で諦めざるを得なかったとのこと。
パイロット面
本作から攻撃力の概念が近距離・遠距離に分かれ、後のシリーズの格闘・射撃の概念に受け継がれていく。
パイロットに特殊技能が追加。「底力」「ニュータイプ」「強化人間」「聖戦士」「切り払い」「シールド防御」といった技能が加わってパイロット運用の幅が広がった。
例えばガンダムシリーズの設定では、ファンネルなどのサイコミュ兵器はニュータイプか強化人間でないと扱えないが、『EX』では特定のステータスが一定値以上であれば使用可能となっており、パイロットレベルを上げれば誰でも使用できた（ニュータイプや強化人間とされるパイロットは、そのステータスが高くなるように設定されてはいた）。
本作では使用の可否にステータスが関係なくなり、上記の「ニュータイプ」あるいは「強化人間」技能の所持が条件となった。ただし本作の時点ではこれらの技能は特定の武器の使用条件となるのみであり、基本能力を底上げする要素は存在しない。
ユニット面
本作では新たに「運動性」「強化パーツ」が加わった。運動性はパイロットの命中と回避の数値に補正され、強化パーツは各ユニットに装備すると様々な効果が得られる。また、前作まではHPが10000を超える機体は表示が????となっていたが、本作では10000以上の数値も表示されるようになった。攻撃面でも、10000以上のダメージを与えることができる場合には、与えられるようになった。
モード面
新たに「キャラクター大辞典」「ロボット大図鑑」「カラオケモード」の3種が加わった。「キャラクター大辞典」は作品に登場した人物の、「ロボット大図鑑」ではロボットの原作での設定が解説される。「カラオケモード」はBGMとして使われている主題歌のカラオケが楽しめる。
なお、キャラクター大辞典は最初から全てのキャラクターが収録されているが、ロボット大図鑑はゲーム中に1回以上登場したロボットしか収録されず、完成度が%で表示される。
その他
マップ上に強化パーツや金塊（資金）が隠されており、そのマスに自軍ユニットが進入すると入手できる。そのため強化パーツの位置を特定する精神コマンド「探索」が存在した。
これまで戦闘時のBGMはシリーズ毎で統一されていたが、作品毎に細分化された。
セーブデータファイルは前作・前々作と違いデフォルトでは2個しかないが、アスキーのターボファイルツインに対応しており、それを利用して多数のセーブデータを残すことが可能。
本作以降のDC戦争シリーズ・αシリーズ・Zシリーズにおいて、主人公の誕生日・血液型を自分で設定できる作品では、プロデューサーの寺田貴信と同じ11月11日生まれのB型にすると強力な精神コマンドを持つキャラクターになる隠し要素が入るようになった。

## あらすじ
インスペクター事件（『第3次』）から3ヶ月。地球圏は地球至上主義者と宇宙移民者の対立、DCおよびノイエDCの台頭など混迷の状況にあった。インスペクター事件の終結に功のあったロンド=ベル隊だが、ラ・ギアス事件（『EX』）での1ヶ月の長期不在を理由に、大幅に権利・規模を縮小されてしまっていた。
そのような状況下で外宇宙からの侵略者が現れ、新たな戦いが始まってしまう。様々な勢力が入り乱れ戦う中、ロンド=ベル隊は新たな仲間を加え地球圏の平和を取り戻すため戦い続ける。
戦いの中で、近年の地球圏の混乱の原因が侵略勢力の一つゲストの陰謀であったことが判明する。ゲストの首魁・ゼゼーナンは地球人類の宇宙進出を危険とみなし、攻撃してきたのだった。
戦いの終盤、ロンド=ベル隊は火星のゲスト前線基地においてゼゼーナンとの最終決戦を制し、この戦争を終結させる。
これによりDC戦争以来続いてきた戦乱に終止符が打たれ、地球圏に平和が訪れた。(DC戦争シリーズ完)

## 参戦作品

### 一覧
★マークはシリーズ初参戦作品。Vマークは第4次Sで音声が付いた作品。
- ★V超獣機神ダンクーガ
- V戦国魔神ゴーショーグン
- 機動戦士ガンダム
- 機動戦士ガンダム0080 ポケットの中の戦争
- V機動戦士ガンダム0083 STARDUST MEMORY
- V機動戦士Ζガンダム
- V機動戦士ガンダムΖΖ
- V機動戦士ガンダム 逆襲のシャア
- V機動戦士ガンダムF91
- V無敵鋼人ダイターン3
- ★無敵超人ザンボット3
- V聖戦士ダンバイン
- ★V重戦機エルガイム
- VマジンガーZ
- Vグレートマジンガー
- UFOロボ グレンダイザー
- Vゲッターロボ
- VゲッターロボG
- ★真・ゲッターロボ(原作漫画版)
- V超電磁ロボ コン・バトラーV
- ★V闘将ダイモス
- V勇者ライディーン
- バンプレストオリジナル
- 魔装機神サイバスター

### 解説
初参戦作品は『超獣機神ダンクーガ』、『無敵超人ザンボット3』、『重戦機エルガイム』、『真・ゲッターロボ(原作漫画版)』、『闘将ダイモス』の5作品。『EX』に登場しなかった『無敵鋼人ダイターン3』『超電磁ロボ コン・バトラーV』『勇者ライディーン』の3作品が再登場し、『第2次』から『EX』までの全作品が揃った。また登場作品には明記されていないが、隠し要素として『ガンダム・センチネル』のSガンダムとExSガンダム、並びに『聖戦士ダンバインOVA』のシルキー・マウと、サーバイン、ズワウスが登場している。
漫画作品からの登場となった『真・ゲッターロボ』は真・ゲッター2の下半身や真・ゲッター3の全身など、原作未登場のデザインが描き起こされた。以後の作品でも真・ゲッターが登場することとなり、『ゲッターロボ』の新作アニメシリーズの製作にも影響した。ただし漫画『真・ゲッターロボ』は本作の発売以降に発表されたものであるため、登場作品表記の『真・ゲッターロボ(原作漫画版)』は厳密には正しくない。実際には漫画版『ゲッターロボ號』からの登場であり、ロボット大図鑑での登場作品は「オリジナル」と表記されている。詳しくは真ゲッターロボのページを参照。
『機動戦士ガンダム0080 ポケットの中の戦争』の主要人物であるクリスチーナ・マッケンジーとバーナード・ワイズマンは、プレイの進行次第では未登場のままエンディングを迎える上、登場した場合でもストーリーが進むと愛機のNT-1アレックス、ザク改が廃棄処分になり、使用できなくなる。
合体ロボットをはじめとした、各スーパーロボットの増加により、カットインや合体デモ、出撃デモは大幅に強化された。一方、『EX』に存在したマップ兵器使用時のアニメや変形シーンは削除され、ユニットによっては武器を構えるグラフィックがカットされた。これは『第4次S』でも同様である。

### パッケージ登場機体
スーパーファミコン版
- エルガイム（重戦機エルガイム）
- グレートマジンガー（グレートマジンガー）
- コン・バトラーV（超電磁ロボ コン・バトラーV）
- サイバスター（魔装機神サイバスター）
- ダイターン3（無敵鋼人ダイターン3）
- ダンクーガ（超獣機神ダンクーガ）
- νガンダム（機動戦士ガンダム 逆襲のシャア）
- ライディーン（勇者ライディーン）

プレイステーション版
- サイバスター（魔装機神サイバスター）
- ザンボット3（無敵超人ザンボット3）
- 真・ゲッター1（真ゲッターロボ）
- Ζガンダム（機動戦士Ζガンダム）
- ダイモス（闘将ダイモス）
- ダンクーガ（超獣機神ダンクーガ）
- マジンガーZ（マジンガーZ）
- ライディーン（勇者ライディーン）

スーパーファミコン版のパッケージの装幀はケイブンシャの大百科シリーズを模している。これはプロデューサーのじっぱひとからげの発案で、ケイブンシャの承諾を得て実現したもの。スーパーファミコン版は宇宙空間、プレイステーション版は火星が背景になっている。

## オリジナルキャラクター

### 主人公
本作の主人公は湖川友謙がデザインを担当した。リメイク作の『F』でも同様に登場するが、河野さち子によってリファインされたデザインとの選択制となっている。
誕生日や血液型で精神コマンドが決定され、スーパーロボット系・リアルロボット系のどちらかを選択する。「切り払い」の他にスーパー系は「底力」、リアル系は「ニュータイプ」の技能を所持している。性格はスーパー系だと「超強気」、リアル系だと「強気」となる。選んだ系統によって主人公機が変わる（後述）が、それとは関係なくモビルスーツ系全般に乗り換えることも可能である。
性別でも男性パイロットは精神ポイントが若干多く、女性パイロットは技量・回避に優れるなど細かい差異が見られる。系統により若干のシナリオ分岐（リアル系では特定モビルスーツ入手に、スーパー系ではスーパーロボットの新兵器追加に関わる内容）があるが、ストーリーの大筋に違いは無い。
最初の乗機はゲシュペンストで、スーパー系・リアル系で性能や武装がそれぞれ変化する。物語が進行するとスーパー系はグルンガスト、リアル系はヒュッケバインに乗り換える。これら後継機は入手時にカラーリングと名前を変更可能。グルンガストには機体の名を冠した武装があるが、これも変更した機体名に対応して変化する。
序盤のシナリオ開始時に、恋人の「いる」「いない」を選択するイベントが存在。これにより直後のシナリオが分岐し、恋人の加入するタイミングも変化する。「いる」を選ぶと恋人はティターンズの新人パイロットとして登場し、後のシナリオで説得して仲間にすることになる。「いない」を選ぶと戦闘マップクリア後にロンド・ベル隊の新人として参加する。恋人には固有の専用機が用意されていないが、モビルスーツの他に主人公のゲシュペンストにも搭乗可能。
主人公はテスラ・ライヒ研究所の所長の子であり、ナイメーヘンの士官学校を欠席（次席の誤字と思われる）で卒業。首席は対応する恋人キャラクターである。スーパー系の場合は光子力研究所、リアル系の場合はロンド・ベル隊に新しく加入することになる。『第4次S』では序盤にロフ（後述する敵幹部の一人）と出会うシナリオが追加され、終盤に彼を説得して戦死を回避することが可能になった。
レナンジェス・スターロード（愛称：ジェス）
真面目で優しい熱血漢
イルムガルト・カザハラ（愛称：イルム）
理論家だけど異性好き
ヘクトール・マディソン（愛称：ヘクトール）
ちょっとヘンな性格
アーウィン・ドースティン（愛称：ウィン）
クールでニヒル
パトリシア・ハックマン（愛称：パット）
真面目で優しい熱血漢
グレース・ウリジン（愛称：グレース）
理論家だけど異性好き
ミーナ・ライクリング（愛称：ミーナ）
ちょっとヘンな性格
リン・マオ（愛称：リン）
クールでニヒル
これら8人のうち、イルムとリンはαシリーズやOGシリーズにも登場するが、キャラクターデザインや設定などは異なる。

### ゲスト
正式な名称はゾヴォーク。「ゲスト」の名称は地球側がつけたものである。『第3次』で登場した異星人（インスペクター）と同じ政治組織に所属している。南極事件や技術提供などで地球圏に混乱をもたらすきっかけとなっており、DC戦争シリーズの戦いを引き起こした黒幕とも言える存在。作中ではセティが「ゲスト」と発言しているが、納得はしていなかったようである。
グロフィス＝ラクレイン
通称ロフ。ゲスト指揮官で傭兵隊長。卑怯や非道なことを嫌う。（ゼゼーナンのせいもあって）度々理不尽な戦いを強いられる傭兵家業を儚む発言がみられる。セティの元婚約者。
ゼブリーズ＝フルシュワ
通称ゼブ。ゲスト指揮官。独断専行・命令無視の傾向があるが、多大な戦果のため上層部から黙認されている。言葉を変に伸ばす癖がある。仲間思い。
ジュスティヌ＝シャフラワース
通称セティ。ゲスト指揮官。右目に網膜投影式のディスプレイ装置を装着している。ロフの元婚約者で、今でも彼を気にかけている。
ティニクェット＝ゼゼーナン
ゲストの総司令官。強硬派で知られる人物。極めて傲慢で相手を完全に見下す性格・やり口から本国でも煙たがられている。以前にも地球に来たことがある模様。
メキボス
元インスペクター指揮官。『第3次』で死亡したと思われていたが、半身をサイバネティクス化して復活。ゲスト・インスペクターの両陣営を統括する最高機関「枢密院」の特使として地球に来訪。今作では戦闘には参加しない。

## 移植版
| No. | タイトル                                        | 発売日         | 対応機種                                                 | 開発元           | 発売元       | メディア                            | 型式       | 備考             | 出典          |
| --- | ----------------------------------------------- | -------------- | -------------------------------------------------------- | ---------------- | ------------ | ----------------------------------- | ---------- | ---------------- | ------------- |
| 1   | 第4次スーパーロボット大戦S                      | 1996年1月26日  | PlayStation                                              | ウィンキーソフト | バンプレスト | CD-ROM                              | SLPS-00196 | 出荷本数：48万本 |               |
| 2   | 第4次スーパーロボット大戦S PlayStation the Best | 1996年11月29日 | PlayStation                                              | ウィンキーソフト | バンプレスト | CD-ROM                              | SLPS-91014 | 廉価版           |               |
| 3   | 第4次スーパーロボット大戦S                      | 2011年7月6日   | PlayStation 3 PlayStation Portable (PlayStation Network) | ウィンキーソフト | バンナム     | ダウンロード （ゲームアーカイブス） | -          |                  | [ 12 ] [ 13 ] |

## プロモーション

### テレビCM
スーパーファミコン版
CMソング「出撃!スーパーロボット大戦」にのせて、セルアニメーションで描かれたロボット達の映像が流れる。
プレイステーション版
CMソング「出撃!スーパーロボット大戦」にのせて、3Dグラフィックスで描かれたロボット達の映像が流れる。実際の戦闘シーンも音声付きで流され、音声が採用されたことを強調したCMになっている。ナレーションは大塚明夫が担当している。

## スタッフ
- 総監督、脚本、演出：阪田雅彦
- メイン・プログラム：庄真宏
- プロデューサー：じっぱひとからげ
- 美術監督：戸田篤樹
- オブジェクト・グラフィック：阿部徹、吉岡昭典
- 背景グラフィック：糸洲文恵、田中麻依子
- 顔グラフィック：坂木和史
- 戦闘アニメーションデータ：岩鶴素義、船越英和、都築孝師
- 音楽：山根昇、藤本大輔
- オリジナル・メカデザイン：大河原邦男、カトキハジメ、福地仁、宮武一貴、守谷淳一、レイアップ
- オリジナル・キャラクター・デザイン：湖川友謙

## 声の出演(「S」のみ)
- 兜甲児：石丸博也
- 流竜馬、竜崎一矢、ひびき洸：神谷明
- 神隼人：キートン山田
- 車弁慶：八奈見乗児
- 剣鉄也：野田圭一
- アムロ・レイ：古谷徹
- ブライト・ノア、破嵐万丈、北条真吾：鈴置洋孝
- クェス・パラヤ、チャム・ファウ、ガウ・ハ・レッシィ：川村万梨阿
- カミーユ・ビダン：飛田展男
- クワトロ・バジーナ：池田秀一
- ジュドー・アーシタ、藤原忍：矢尾一樹
- エルピー・プル、プルツー、ファンネリア・アム：本多知恵子
- シーブック・アノー：辻谷耕史
- コウ・ウラキ：堀川亮
- アナベル・ガトー：大塚明夫
- ショウ・ザマ：中原茂
- ダバ・マイロード：平松広和
- 葵豹馬：三ツ矢雄二
- キリー・ギャグレー、ギリアム・イェーガー：田中秀幸
- レミー島田、サフィーネ・グレイス：小山茉美
- マサキ・アンドー：緑川光
- シュウ・シラカワ：子安武人
- リューネ・ゾルダーク：日高奈留美
- ホワン・ヤンロン：井上和彦
- テュッティ・ノールバック：井上喜久子
- ミオ・サスガ：かないみか

## 評価
スーパーファミコン版
ゲーム誌『ファミコン通信』の「クロスレビュー」では、8・7・8・8の合計31点（満40点）でシルバー殿堂を獲得、『ファミリーコンピュータMagazine』の読者投票による「ゲーム通信簿」での評価は以下の通り、24.7点（満30点）となっている。
| 項目 | キャラクタ | 音楽 | お買得度 | 操作性 | 熱中度 | オリジナリティ | 総合 |
| 得点 | 4.3        | 4.2  | 3.8      | 4.0    | 4.3    | 4.0            | 24.7 |

PlayStation版
- ゲーム誌『ファミ通』の「クロスレビュー」では、8・8・8・8の合計32点（満40点）でゴールド殿堂を獲得[15]、レビュアーからは演出面に関して、キャラクターにアニメ版と同じ声優の音声が充てられた事を称賛する声が多数挙げられ、サワディ・ノダは「しゃべるってことが、いかに盛り上げる演出であるかを、身をもって体験できます」、水ピンは本作がスーパーファミコン版の移植作である事を指摘した上で「アニメと同じ声でキャラがしゃべるため興奮度はさらに倍」、イザベラ永野は「すごいうれしいこと」とそれぞれ述べており、忍者増田はキャラクターのテーマソングに載せた音声入りの戦闘シーンを称賛した[18]。ゲームシステムに関しては、水ピンはキャラクターの相関関係を知らずとも楽しめる作りになっているとし、永野は「フツーのシミュレーションとしても、よくできてる」と肯定的に評価されたが、増田はシミュレーションRPGとしてではなく、キャラクターゲームとして上出来であると評価した[18]。

- ゲーム誌『PlayStation Magazine』の読者投票による「ゲーム通信簿」での評価は以下の通り、24.8点（満30点）となっている[17]。

| 項目 | キャラクタ | 音楽 | お買得度 | 操作性 | 熱中度 | オリジナリティ | 総合 |
| 得点 | 4.6        | 4.3  | 4.1      | 4.0    | 4.3    | 3.7            | 24.8 |

## 関連商品

### 攻略本
- 第4次スーパーロボット大戦 スーパーガイド ISBN 9784890526796
- 第4次スーパーロボット大戦 完全攻略ガイド ISBN 9784073028246
- スーパーファミコン必勝法スペシャル 第4次スーパーロボット大戦 ISBN 9784766921816
- 第4次スーパーロボット大戦 必勝攻略法 ISBN 9784575284478
- 覇王ゲームスペシャル26 第4次スーパーロボット大戦 ISBN 4063292266
- 第4次スーパーロボット大戦 完全攻略本
- 第4次スーパーロボット大戦S 完全攻略ガイド ISBN 9784073042204
- 第4次スーパーロボット大戦S パーフェクトガイド ISBN 9784890529087
- 第4次スーパーロボット大戦S 必勝攻略法 ISBN 9784575285628
- 覇王ゲームスペシャル 第4次スーパーロボット大戦S

### ムック
- 第4次スーパーロボット大戦を一生楽しむ本 ISBN 9784766922219
- 第4次スーパーロボット大戦Sを一生楽しむ本 ISBN 9784766924404
- スーパーロボット大戦 機体解説 第4次からFまで ISBN 9784796612494
- 全スーパーロボット大戦大百科
- 全スーパーロボット大戦電視大百科 シークレットファイル ISBN 9784766931211
- 全スーパーロボット大戦2大百科 ISBN 9784766924619
- 全スーパーロボット大戦シリーズ大百科 ISBN 9784766929355
- スーパーロボット大戦大図鑑 ISBN 9784870259904
- スーパーロボット大戦読本 ISBN 9784766932171
- スーパーロボット大戦大事典’99 ISBN 9784073111313
- スーパーロボット大戦大事典 ISBN 9784073046516
- スーパーロボット大戦エンサイクロペディア DC戦争編 ISBN 9784766938210

### コミック
第4次スーパーロボット大戦 4コマギャグバトル
1996年8月10日初版、光文社、火の玉ゲームコミックシリーズ。ISBN 9784334803377
複数作家による本作の二次創作4コマ漫画。
スーパーロボット大戦コミック
1996年11月28日初版、双葉社、アクションコミックス。ISBN 9784575934724
スーパーロボット大戦コミックシリーズの第1巻。石川賢の『ゲッターロボ』の連載に加え、複数作家による二次創作の4コマ漫画や短編漫画が収録されている。

### CD
第4次スーパーロボット大戦 勢ぞろいミュージックバトル
1995年4月26日発売 キティエンタープライズ
アレンジバージョン６曲と、参戦ロボットのテーマ曲を中心に本編BGMを抜粋収録したサウンドトラックCD。アレンジ曲のうち「TIME TO COME」と「熱風! 疾風! サイバスター」の2つはMIOのヴォーカル入りヴァージョンが収録されている。
スーパーロボット大戦 鋼のコクピット
1998年12月18日発売 ファーストスマイル・エンタテインメント
主人公機および主人公8人のテーマ曲を収録したボーカルアルバム。